# Jorge Battaglia
Pour les articles homonymes, voir Battaglia.
Jorge Antonio Battaglia Méndez (né le 12 mai 1960 à Asuncion au Paraguay) est un joueur de football international paraguayen, qui évoluait au poste de gardien de but.

## Biographie

### Carrière en sélection
Avec l'équipe du Paraguay, il joue 18 matchs (pour aucun but inscrit) entre 1985 et 1996. 
Il figure dans le groupe des sélectionnés lors de la Coupe du monde de 1986 (sans toutefois jouer de matchs lors de la compétition).
Il participe également à la Copa América de 1995, où son équipe atteint les quarts de finale.

## Palmarès
Club Olimpia
- Championnat du Paraguay (3) :
  - Champion : 1993, 1995 et 1997.

- Recopa Sudamericana (1) :
  - Vainqueur : 1991.